# Norråker
Norråker är en småort i Tåsjö distrikt (Tåsjö socken) i norra Ångermanland, Strömsunds kommun, Jämtlands län.
Byn hette under den tidigare delen av 1800-talet Norrby.

## Befolkningsutveckling
| Befolkningsutvecklingen i Norråker 1960–2015  | Befolkningsutvecklingen i Norråker 1960–2015 | Befolkningsutvecklingen i Norråker 1960–2015 | Befolkningsutvecklingen i Norråker 1960–2015 | Befolkningsutvecklingen i Norråker 1960–2015 |
| --------------------------------------------- | -------------------------------------------- | -------------------------------------------- | -------------------------------------------- | -------------------------------------------- |
|                                               |                                              |                                              |                                              |                                              |
| År                                            |                                              |                                              | Folkmängd                                    | Areal (ha)                                   |
| 1960                                          | 1960                                         |                                              | 289                                          |                                              |
| 1965                                          | 1965                                         |                                              | 270                                          |                                              |
| 1970                                          | 1970                                         |                                              | 269                                          |                                              |
| 1975                                          | 1975                                         |                                              | 220                                          |                                              |
| 1980                                          | 1980                                         |                                              | 206                                          | 51                                           |
| 1990                                          | 1990                                         |                                              | 152                                          | 25#                                          |
| 1995                                          | 1995                                         |                                              | 163                                          | 43#                                          |
| 2000                                          | 2000                                         |                                              | 132                                          | 43#                                          |
| 2005                                          | 2005                                         |                                              | 104                                          | 44#                                          |
| 2010                                          | 2010                                         |                                              | 94                                           | 42#                                          |
| 2015                                          | 2015                                         |                                              | 84                                           | 66#                                          |
| Anm.: Upphörde som tätort 1990. # Som småort. |                                              |                                              |                                              |                                              |

## Samhället
Norråker har en skolbyggnad ritad av arkitekten Ralph Erskine. Norråkers skola stängdes år 2004 men byggnaden köptes av ett bärföretag.
Det finns en bensinmack med mini-livs (som det även går att tanka i när butiken är stängd), en handel och ett kafé. Det har funnits en konsumbutik, fast den fick inte fortsätta sin verksamhet så i stället finns nu en dagligvarubutik i samma byggnad. 
Norråkers äldreboende heter Norrbygården som en del av byns med omnejd äldre bor i. 
I Norråker finns en skjutbana. 
En privatperson har startat en isbana på Gåraträsksjön som olika bilbolag inom Sverige och utomlands kan testköra sina modeller.

## Sevärdheter
En bit utanför Norråker kan man bada i ett vattenfall, Storfallet. Nära Norråker, i Jämtland, ligger Midsommarfjället med 742 meter över havet. Vintertid går det en snöskoterled upp till detta fjäll från byn och på sommaren finns det en vandringsled.